# Rueil-Malmaison
Ne doit pas être confondu avec Val-de-Reuil.
« Rueil » redirige ici. Pour la commune d'Eure-et-Loir, voir Rueil-la-Gadelière.
Pour les articles homonymes, voir Rueil (homonymie).
Rueil-Malmaison (prononcé [ʁɥɛj mal.me.zɔ̃]) est une commune française située dans le département des Hauts-de-Seine en région Île-de-France.
Jusqu'en 1928, la commune s'appelait Rueil.

## Géographie

### Localisation
Rueil-Malmaison est la commune la plus étendue des Hauts-de-Seine. Établie sur la rive gauche de la Seine, elle est limitrophe de Nanterre, Suresnes, Saint-Cloud, Garches et Vaucresson dans les Hauts-de-Seine, La Celle-Saint-Cloud, Bougival, Croissy-sur-Seine et Chatou dans les Yvelines.
Elle compte 520 hectares d'espaces verts publics[réf. nécessaire] se répartissant entre la forêt de Malmaison (bois de Saint Cucufa dont 197 hectares sur 201 hectares sont situés à Rueil-Malmaison), l'espace naturel du vallon des Gallicourts (43 hectares) et les 107 hectares d'espaces verts publics[réf. nécessaire] incluant  37 hectares de parcs et squares[réf. nécessaire] (dont 17 hectares du parc de Bois Préau).
| - Carte de la commune de Rueil-Malmaison dans son environnement géographique. - Vue de la commune de Rueil-Malmaison en rouge sur la carte de Paris et de la Petite Couronne. |

### Géologie et relief
La superficie de la commune est de 1 470 hectares ; l'altitude varie de 24  à   164 mètres, le point culminant étant au mont Valérien.
La géologie superficielle de Rueil-Malmaison est caractérisée par des terrains d'âge tertiaire (de l'éocène inférieur à l'oligocène) érodés profondément par la Seine qui a creusé jusqu'à la couche de craie du Crétacé supérieur, qui reste cependant masquée par endroits par des dépôts alluvionnaires, lesquels recouvrent tout le quart nord-ouest de la commune sur une épaisseur de 12 à 14 mètres.
La partie sud de la ville constitue la bordure nord d'un plateau assez élevé (160 m). La succession des formations tertiaires y est quasiment complète, de l'argile à meulières (produit d'altération de terrains d'âge oligocène) à l'argile plastique (éocène inférieur). La butte témoin du Mont Valérien, au nord-est de la commune, peut être rattachée à cette description. Ces couches géologiques sont légèrement inclinées vers le nord-est en raison de la présence, au sud, de l'anticlinal de Meudon, et, au nord, de la fosse de Saint-Denis.

### Climat
Pour des articles plus généraux, voir Climat de l'Île-de-France et Climat des Hauts-de-Seine.
En 2010, le climat de la commune est de type climat océanique dégradé des plaines du Centre et du Nord, selon une étude du CNRS s'appuyant sur une série de données couvrant la période 1971-2000. En 2020, Météo-France publie une typologie des climats de la France métropolitaine dans laquelle la commune est exposée à un climat océanique altéré et est dans la région climatique Sud-ouest du bassin Parisien, caractérisée par une faible pluviométrie, notamment au printemps (120 à 150 mm) et un hiver froid (3,5 °C).
Pour la période 1971-2000, la température annuelle moyenne est de 11,8 °C, avec une amplitude thermique annuelle de 15,1 °C. Le cumul annuel moyen de précipitations est de 647 mm, avec 10,7 jours de précipitations en janvier et 7,8 jours en juillet. Pour la période 1991-2020, la température moyenne annuelle observée sur la station météorologique la plus proche, située sur la commune de Toussus-le-Noble à 15 km à vol d'oiseau, est de 11,5 °C et le cumul annuel moyen de précipitations est de 677,0 mm,. Pour l'avenir, les paramètres climatiques de la commune estimés pour 2050 selon différents scénarios d'émission de gaz à effet de serre sont consultables sur un site dédié publié par Météo-France en novembre 2022.

### Voies de communication et transports

#### Voies routières
Il y a deux grands axes qui traversent Rueil-Malmaison :
- l'A86 : elle passe en tunnel sous la partie nord-ouest de la ville, parallèle à la Seine parfois à l'air libre, parfois recouverte. Elle a plusieurs sorties dans la ville, dont la principale au niveau de la Jonchère, à la limite ouest de Rueil-Malmaison.
- la D913 (anciennement N13, déclassée depuis 2006) : elle part de La Défense et traverse la ville par l'avenue Napoléon-Bonaparte en longeant le centre-ville par le nord, Bougival, pour se diriger vers Saint-Germain-en-Laye et partir vers l'ouest, Chambourcy, etc.

#### Transports actifs
Rueil est le point d'arrivée de la Promenade bleue, itinéraire piétonnier et cycliste débutant à Colombes, qui suit sur 10 km l'ancien chemin de halage de la Seine.
Ce même chemin accueille une longue portion de la vélo-route internationale Avenue verte Paris-London, qui arrive de Nanterre et se poursuit au pont de Chatou sur la rive opposée de la Seine.
La commune doit à terme être traversée par l'Axe vert majeur, piste cyclable qui reliera l'ensemble des communes du département.[réf. souhaitée]
La commune de Rueil-Malmaison a substantiellement avancé dans la réalisation cette piste, notamment sur les berges de la Seine et le long de la rue du Commandant-Jacquot.[réf. nécessaire]
L'office de tourisme de Rueil-Malmaison édite un plan des itinéraires cyclables d'intérêt communal :
- Itinéraire centre-ville/berges de Seine par la piscine
  - rue Casanova, place Bir-Hakeim, rue Messire-Aubin, avenue de l'Impératrice-Joséphine, place Osiris, boulevard Marcel-Pourtout, chemin rural 25 longeant l'A86 côté golf.
- Itinéraire Nanterre/Bougival par les berges de Seine
  - boulevard Belle-Rive, quai Adolphe-Giquel, allée Jacques-Prévert, rue Henri-Sainte-Claire-Deville, avenue de Chatou.
- Itinéraire gare RER/berges de Seine
  - avenue de Seine.
- Itinéraire Nanterre/Bougival par les équipements sportifs (piscine, stadium, ensemble sportif Jean-Dame)
  - rue Nadar, chemins ruraux 22 et 21, boulevard Franklin-Roosevelt, rue des Trianons, rue Isabey, avenue des Chateaupieds, rue Beaumarchais, rue Geneviève-Couturier, impasse du Donjon, rue des Souffrettes, rue du Docteur-Guionis, rue Jean-Baptiste-Besche.
- Itinéraire Rueil-sur-Seine/Collège Les Martinets en passant par les berges de Seine
  - boulevard Belle-Rive, avenue des Acacias, boulevard des Coteaux, rue du Docteur-Charcot, dans sa partie comprise entre le boulevard des Coteaux et l'avenue du Stade.

#### Transports en commun
Rueil-Malmaison est reliée au réseau RER par l'intermédiaire de la station  Rueil-Malmaison sur la branche du RER A en direction de Saint-Germain-en-Laye (A1).
De nombreuses lignes de bus relient Rueil-Malmaison à Paris et aux communes limitrophes, via les réseaux de bus de l'Île-de-France :
- 14 lignes du réseau RATP : 141, 144, 158, 163, 241, 244, 258, 259, 263, 367, 459, 467, 564 et 565
- 2 lignes du réseau de bus Argenteuil - Boucles de Seine : 1 et B
- 2 lignes du Grand Versailles : 27 et 111
- 1 ligne du réseau Transdev Nanterre : 503
- 2 lignes du réseau Noctilien : N53 et N153.

## Urbanisme

### Typologie
Au 1er janvier 2024, Rueil-Malmaison est catégorisée grand centre urbain, selon la nouvelle grille communale de densité à sept niveaux définie par l'Insee en 2022.
Elle appartient à l'unité urbaine de Paris, une agglomération inter-départementale regroupant 407  communes, dont elle est une commune de la banlieue,,. Par ailleurs la commune fait partie de l'aire d'attraction de Paris, dont elle est une commune du pôle principal,. Cette aire regroupe 1 929 communes,.

### Morphologie urbaine
L’Insee découpe la commune en huit « grands quartiers » soit Plaine-Gare, Martinets, Closeaux, Pince-Vins, Buzenval, Fouilleuse, Plateau, Centre-ville, eux-mêmes découpés en 31 îlots regroupés pour l'information statistique.
La mairie découpe la commune en 12 « villages » (en 2011) :
- Rueil-sur-Seine (anciennement Rueil 2000) (4 088 habitants) ;
- Plaine-Gare (9 231 habitants) ;
- Belle Rive (5 304 habitants) ;
- Bords-de-Seine (5 304 habitants) ;
- Centre-Ville (8 086 habitants) ;
- Coteaux (8 066 habitants) ;
- Plateau (6 228 habitants) ;
- Mont Valérien (6 543 habitants) ;
- Mazurières (7 538 habitants) ;
- Buzenval (6 416 habitants) ;
- Richelieu-Châtaigneraie (5 952 habitants) ;
- Jonchère-Malmaison Saint-Cucufa (2 339 habitants).

Même si la ville est majoritairement composée de résidences privées et de pavillons, Rueil-Malmaison comprend également quelques grandes cités HLM. On peut ainsi citer La Plaine-Gare non loin de la gare RER, Les Mazurières et La Fouilleuse. Ces deux dernières sont appelées depuis peu Clos des Terres Rouges et comptent plus de 1 000 logements contenus dans trois grandes tours et des barres d'immeubles rouges et blancs. Le quartier est actuellement[Quand ?] en pleine restructuration.
La ville compte également plusieurs petites cités, dont Les Bulvis (officiellement résidence Jules-Verne), (résidence) Les Taratres ou encore Les Houtraits (du nom de la rue qui la borde), La Côte Noire, Les Gibets et Les Géraniums, au pied du mont Valérien.
| Type d'occupation                                                                          | Pourcentage | Superficie (en hectares) |
| ------------------------------------------------------------------------------------------ | ----------- | ------------------------ |
| Tissu urbain continu                                                                       | 3,14 %      | 45,71                    |
| Tissu urbain discontinu                                                                    | 57,74 %     | 839,44                   |
| Zones industrielles ou commerciales et installations publique                              | 7,75 %      | 112,72                   |
| Equipements sportifs et de loisirs                                                         | 7,84 %      | 114,03                   |
| Espaces verts urbains                                                                      | 8,65 %      | 125,68                   |
| Forêts de feuillus                                                                         | 14,03 %     | 204,03                   |
| Cours et voies d'eau                                                                       | 0,83 %      | 12,11                    |
| Source : Service de la donnée et des études statistiques du ministère chargé de l’écologie |             |                          |

### Logement
En 2014, le nombre total de logements dans la commune était de 36 261, alors qu'il était de 35 925 en 2009.
Parmi ces logements, 91,3 % étaient des résidences principales, 2,0 % des résidences secondaires et 6,6 % des logements vacants. Ces logements étaient pour 23,1 % d'entre eux des maisons individuelles et pour 75,9 % des appartements.
|                                                  | 2015   | %     | 2010   | %     |
| ------------------------------------------------ | ------ | ----- | ------ | ----- |
| Ensemble                                         | 36 261 | 100,0 | 35 925 | 100,0 |
| Résidences principales                           | 33 114 | 91,3  | 33 659 | 93,7  |
| Résidences secondaires et logements occasionnels | 742    | 2,0   | 655    | 1,8   |
| Logements vacants                                | 2 404  | 6,6   | 1 611  | 4,5   |
| Maisons                                          | 8 380  | 23,1  | 8 506  | 23,7  |
| Appartements                                     | 27 507 | 75,9  | 27 121 | 75,5  |
| Source : INSEE                                   |        |       |        |       |

La proportion des résidences principales, propriétés de leurs occupants était de 51,8 %, en augmentation par rapport à 2009 (50,9 %). Les locataires habitaient 46,2% des résidences principales, et les logements HLM faisaient 22,5% des résidence principales.
L'équipement automobile des 33 114 ménages était le suivant : 69,0 % avaient un emplacement réservé au stationnement (contre 69,5 %  en 2009), 78,9 % avaient au moins une voiture (contre 79,8 % en 2009), 26,2 % avaient au moins deux voitures (contre 27,3 % en 2009).

### Projets d'aménagements
- La société du Grand Paris a un projet de création d'une gare dans le nord de la ville. Le maire a demandé la création d'une seconde gare dans le quartier du Plateau. En 2011, le tracé a été validé et la gare Rueil Suresnes Mont-Valérien verra le jour sur la place du 8-Mai-1945[24].
- Des logements sociaux et en accession ainsi qu'un jardin public ont été réalisés à la place de l'ancien site - Bernard Moteurs -, sur le plateau au pied du mont Valérien.
- Un programme immobilier suivant la démarche de Haute Qualité Environnementale est en projet sur les terrains dits « Ribers », près de la rue d’Estienne-d’Orves.
- Un projet de construction d'une résidence-services est prévu à la place du stade Jacques-Lenoble, le long de la ligne du RER A.
- Avec le projet Mobipôle, débuté en 2012, la gare du RER a été entièrement réaménagée, de façon à faire de la gare un pôle au niveau des transports afin de faciliter la communication entre le bus, le RER et tous les autres moyens de transports[25].
- En partenariat avec Garches et Vaucresson, la ville de Rueil-Malmaison élabore un document contractuel pour encadrer le développement et le fonctionnement du Parc naturel urbain, le premier en France ainsi défini.
- Le projet de rénovation des Terres-Rouges prévoit quatre pôles à vocations culturelles, sportive, administrative et associative en plus de la résidentialisation des immeubles.

## Toponymie
Rotoialos, formation de l'époque gauloise.
Le nom de la ville fut d'abord, Rotoialo villa en 550, Rigoïalensis villa en 587, Riogilum en 873, au XIIe siècle et XIIIe siècle, Ruellium en 1113, Roialum, Ruolium, puis Ruellium, Ruol, Rueul en 1308. Reuil, Ruel, Rueil (au XVIIe siècle, on trouve fréquemment l'appellation Rueil en Parisis)  et depuis 1928 Rueil-Malmaison (par décret ministériel).
L'origine supposée de Rueil est un nom celtique *Ritoialon (rito « gué », et ialon « clairière ») ou plus vraisemblablement *Rotoialon (Roto- « roue, course »). L'appellatif gaulois ialon « clairière » a abouti à la terminaison -euil, -ueil que l'on retrouve dans les nombreux Argenteuil, Verneuil, Neuilly, etc. Le nom se réalisait donc "Reuil", mais l'orthographe archaïsante Rueil et l'arrivée de nouveaux habitants, toujours plus nombreux par rapport aux autochtones, ont fini par faire oublier la prononciation locale.
L'adjonction de Malmaison, qui permet de faire la distinction avec la commune de Rueil-la-Gadelière (28), rappelle le nom du domaine devenu célèbre sous le Consulat et l'Empire. L'origine de ce nom n'est pas établie, mais on évoque parfois le souvenir des exactions normandes sur le domaine (de « Mala Mansio » : maison du malheur ou mauvaise maison) qui pourrait aussi signifier que la ville était mal fréquentée.

## Histoire
Le territoire de Rueil est fréquenté depuis une période très ancienne : on a mis au jour, sur le site des « Closeaux » à l'occasion de travaux de fondations pour l'implantation d'un nouveau quartier, près de la Seine, un site datant du Mésolithique d'une peuplade azilienne (10 300 à 8 700 avant notre ère). Des restes, datés de - 12 000 ans, d’un lion des cavernes eurasiatique y ont été découverts.
La première mention historique de Rueil, ou plutôt de Rotoialum villae remonte au VIe siècle, dans l’Histoire des Francs rédigée par Grégoire de Tours. L'expression désigne ce qui n'est alors qu'une villa dans le style romain. Aussi appelé Roialum ou Rotariolensem villam, c'était un lieu de plaisir et de chasse des rois mérovingiens, du VIe au VIIIe siècle.
Charles le Chauve, vers 870, donna ce domaine à l'abbaye de Saint-Denis. À la fin du XIIe siècle, les moines bénédictins construisirent une chapelle dédiée à saint Cucufa dans l’ancien bois Béranger qui deviendra après le XVIIIe siècle le « bois de Saint-Cucufa ».
Lors de la Chevauchée d'Édouard III en 1346, Rueil a été incendié et dévasté de fond en comble par le Prince Noir. Elle mit très longtemps à se remettre de ce désastre.
En 1584 Antoine de Portugal, en exil en France, habita Rueil et y posa la première pierre d'une église sur l'emplacement de l'ancienne qui tombait en ruine.
En 1622, Christophe Perrot, un conseiller du Parlement de Paris, s'est fait construire un château sur le site appelé Malmaison, un domaine qui deviendra au siècle suivant la propriété de la future impératrice Joséphine.
Les moines vendirent le domaine en 1633 au cardinal de Richelieu, qui s'installa au château du Val, construit pour Jean Moisset, financier sous Henri IV. Loin des cabales et du bruit de la ville, il en fit sa résidence favorite. C'est d'ailleurs Richelieu qui finança l’achèvement de l’église Saint-Pierre-Saint-Paul en faisant édifier sa façade par son architecte Lemercier.

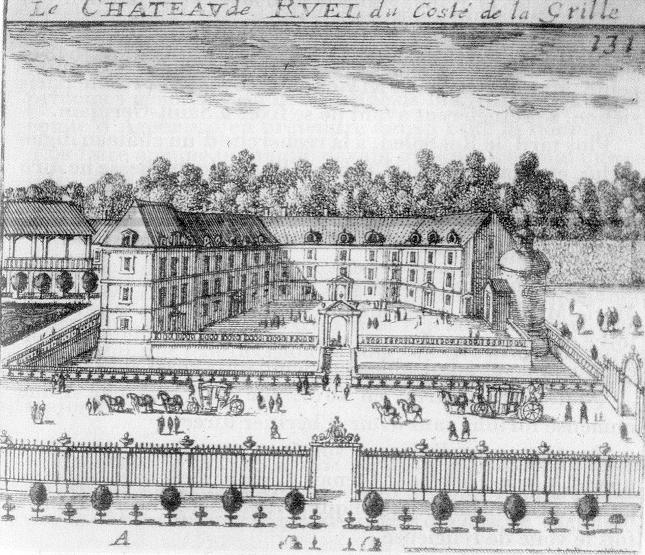
Le château du Val de Ruel, résidence du cardinal de Richelieu, qui fut démoli à partir de 1832 à des fins de lotissements.

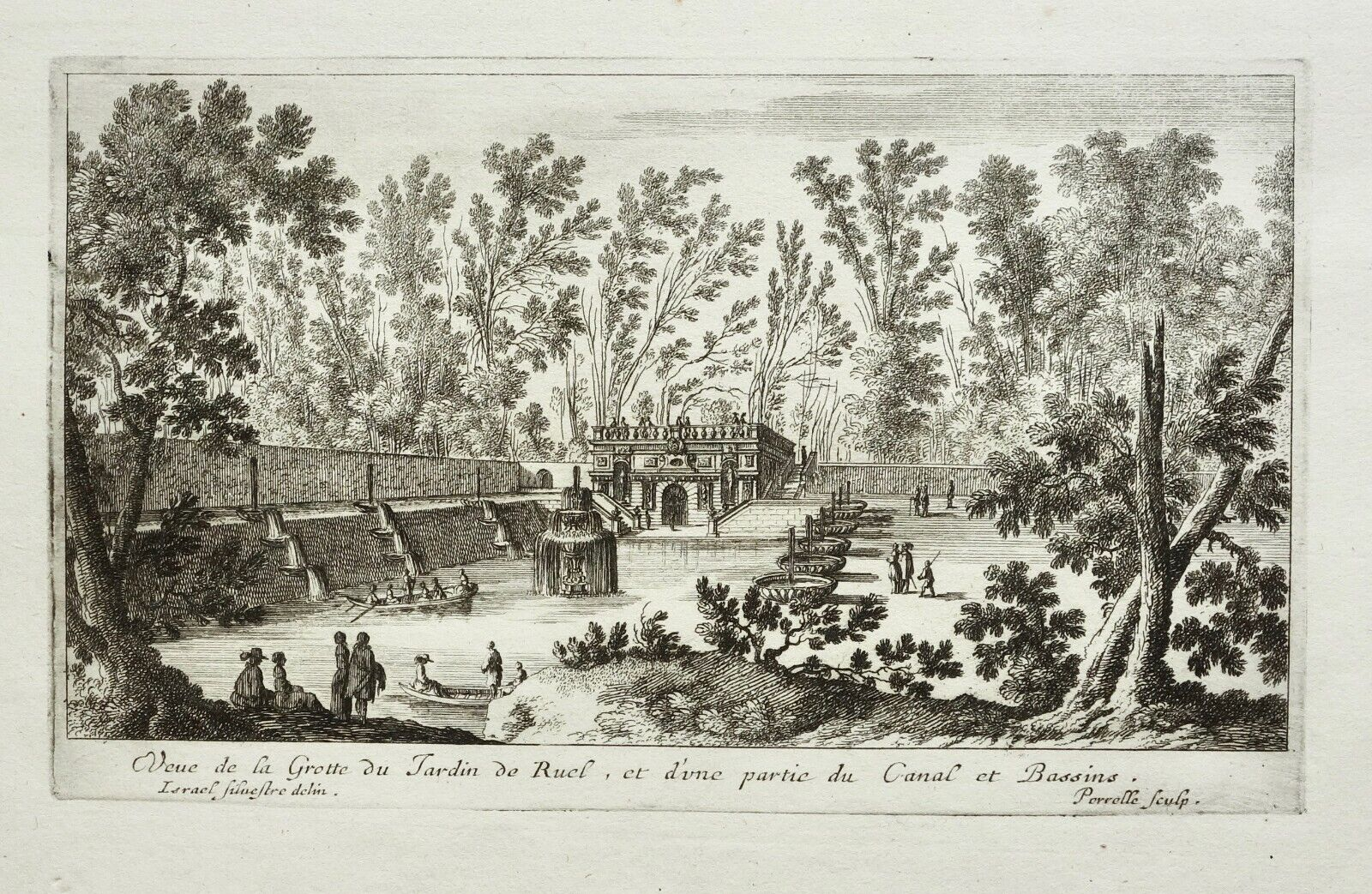
La grotte du château de Ruel et ses bassins, par Israël Silvestre - ca. 1650.

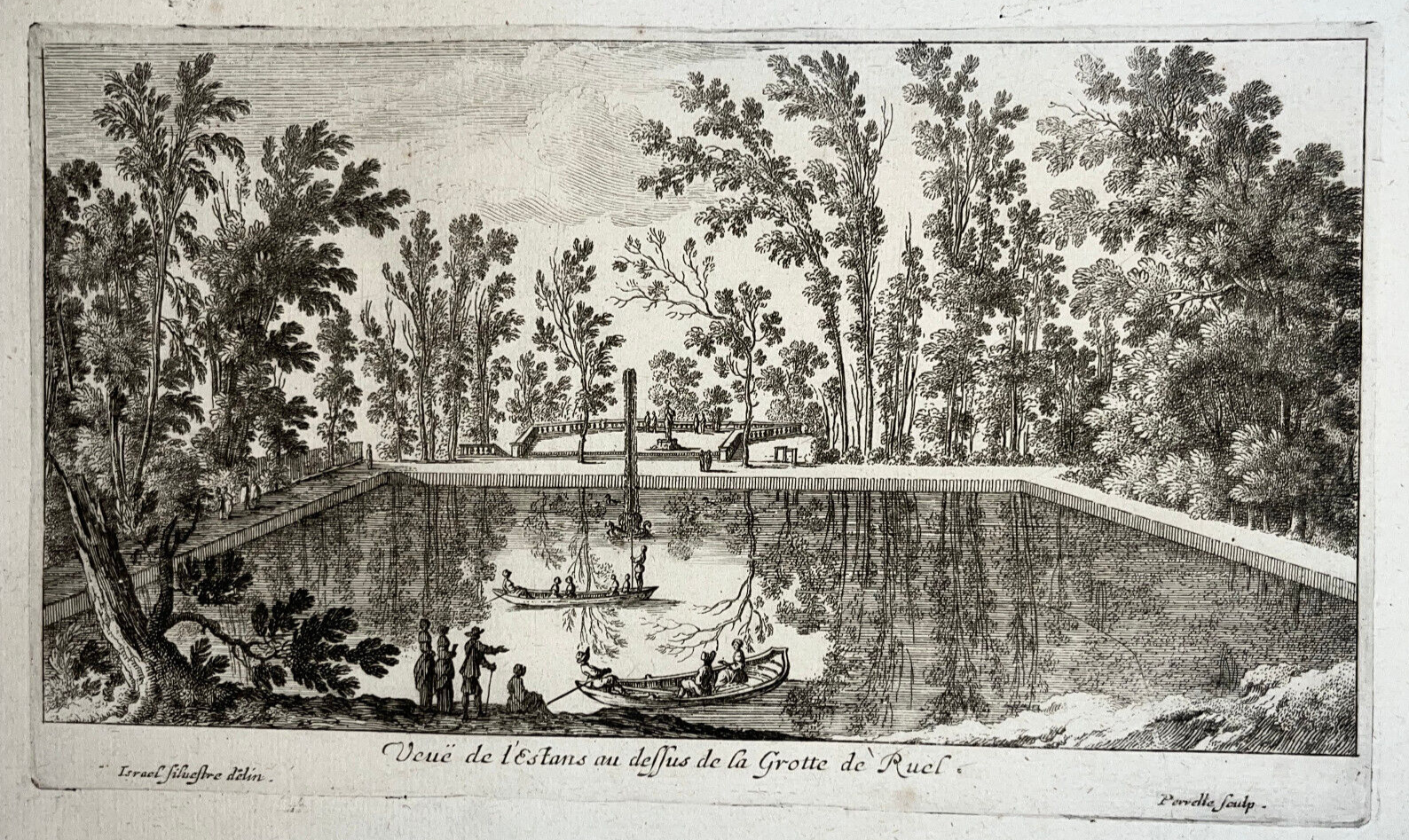
L'étang de Ruel, en amont de la grotte, par Israël Silvestre - ca. 1650.

À la mort du cardinal, en 1642, c'est sa nièce, la duchesse d'Aiguillon, qui en hérita. Le château fut un temps pendant la Fronde, le refuge de la cour :  Louis XIV, sa mère Anne d'Autriche et le cardinal-ministre Mazarin y furent logés. C'est d'ailleurs là que fut signée la paix de Rueil le 11 mars 1649.
En 1691, la marquise de Maintenon, épouse secrète du roi, loua une maison à Rueil pour y recevoir les enfants pauvres et leur donner un peu d'instruction, ce furent les prémices de l'institution qu'elle installa finalement à Saint-Cyr, plus près de Versailles.
En 1754, la construction de la caserne, en même temps que celles de Courbevoie et de Saint-Denis, et l'arrivée d'un régiment de gardes suisses à Rueil fit considérablement augmenter la population. La caserne de Rueil (aujourd'hui caserne Guynemer, à côté de laquelle se trouve le musée des Gardes suisses), construite par l'architecte Charles-Axel Guillaumot, est encore en activité, c'est d'ailleurs la seule qui subsiste des trois anciennes casernes de gardes suisses.
À la Révolution, le château de Rueil (ancienne propriété de Richelieu), devenu propriété nationale, fut vendu en 1793, et ensuite acheté par le maréchal Masséna, duc de Rivoli, prince d’Essling.
Le 21 avril 1799, le château de Malmaison fut acquis par la générale Bonaparte née Mairie-Josèphe Tascher de la Pagerie, veuve du vicomte de Beauharnais et épouse du général Bonaparte qui, par jalousie, la nommait « Joséphine ». Propriétaire du château, Joséphine le fit réaménager par les architectes Percier et Fontaine. Pendant le Consulat, Napoléon y passa beaucoup de temps, tant pour ses loisirs que pour y travailler. C’est là que furent décidées par exemple la vente de la Louisiane ou l'institution de la Légion d'honneur.
Après le divorce, l'empereur conserva à son épouse son titre d'impératrice et la Malmaison. Aimant beaucoup ce lieu, Joséphine fit construire des serres chauffées afin d'assouvir sa passion pour la botanique. Défait, Napoléon abdique à Fontainebleau puis part pour l'exil le 20 avril 1814. C'est à Rueil, où elle avait accueilli le tsar Alexandre Ier de Russie à qui elle demanda sa protection, que l'ex-impératrice mourut le 29 mai suivant. Sa dépouille fut inhumée dans l'église Saint-Pierre-Saint-Paul.
L'année suivante, après les Cent-jours, les Anglo-Prussiens prirent Rueil et le pillèrent. Tandis que les Anglais dévastaient la Malmaison, les Prussiens entraient dans la propriété de Masséna, ravageant le parc, dépouillant le château de tous les objets faciles à transporter, et brisant les meubles.
En 1866, l'Empire ayant été restauré et la ville ayant grandi, il fut décidé de la construction d'un nouvel hôtel de ville. C'est également à cette époque que l'empereur Napoléon III fit restaurer, en partie sur sa cassette personnelle, l'église Saint-Pierre-Saint-Paul, abritant les tombeaux de ses mère et grand-mères, en piteux état. C'est aussi à Rueil que s'installèrent l'Infante d'Espagne Marie-Isabelle d'Espagne, fille aînée de la reine Isabelle II d'Espagne et son époux le prince Gaétan de Bourbon-Siciles lorsque la révolution de 1868 chassa la famille royale d'Espagne.

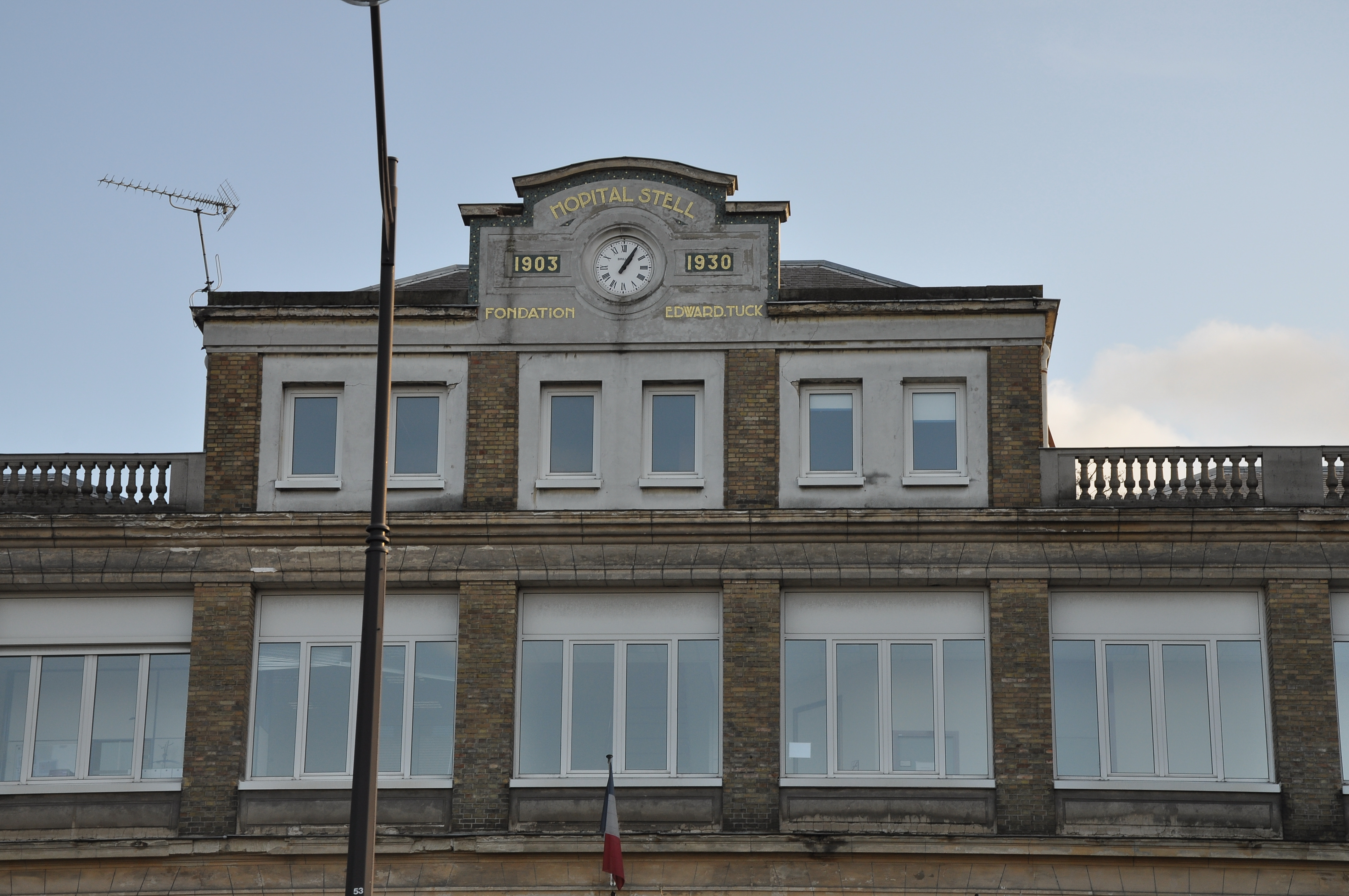
Vue du fronton de l'hôpital Stell, portant le nom d'Edward Tuck.

Pendant le siège de Paris de 1870-1871, durant la guerre franco-prussienne de 1870, Rueil, les villages alentour et le château de Buzenval, furent le théâtre de plusieurs combats, en particulier les 21 octobre 1870 puis 19 janvier 1871 lors des première puis seconde batailles de Buzenval opposant les troupes françaises sorties de Paris et les soldats prussiens retranchés sur les hauteurs de Garches.
La commune compte trois monuments aux morts commémorant cette guerre. Le premier, rue du Général-Colonieu, officier de tirailleurs algériens qui s'est distingué durant les combats, est réalisé par l'architecte Charles Chipiez à la demande du département de la Seine, en souvenir de la seconde bataille. Il figure un grand obus de pierre orné de guirlandes. Le deuxième, dans le cimetière ancien, est l'œuvre de l'architecte Albert Julien. Inauguré en 1886, il s'agit d'un massif obélisque de granit bleu. Sur les quatre faces du socle sont installés des médaillons en bronze, œuvre du sculpteur Antide Péchiné. Le troisième, enfin, se trouve rue du Commandant-Jacquot, derrière une porte encadrée par deux pilastres, sur une petite parcelle emmurée. C'est une colonne surplombée d'une croix. L'inscription « Raoul de Kreuznach, 21 octobre 1870, De profundis » rend hommage à ce jeune homme de 19 ans, tué alors qu'il venait d'intégrer l'École spéciale militaire de Saint-Cyr. Son père avait réussi à retrouver sa première sépulture, là où il reposait avec les cadavres d'autres soldats, et acquis ce terrain auprès d'un cultivateur pour ériger ce monument, qu'il finit par rétrocéder à l'État. L'association Le Souvenir français continue de l'entretenir.

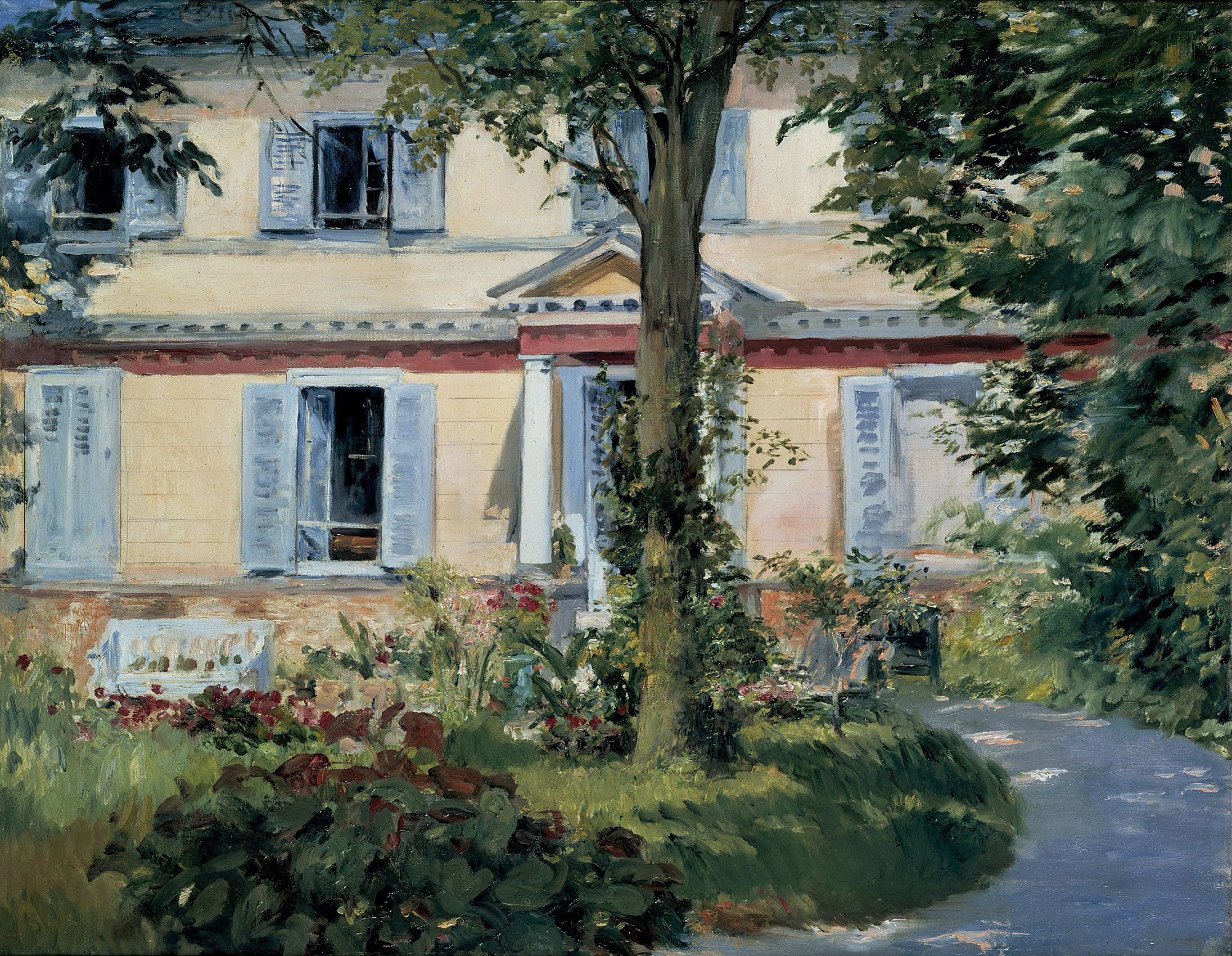
Maison de campagne à Rueil
Édouard Manet, 1882
Alte Nationalgalerie (Berlin).

En 1899, un couple de mécènes américains, monsieur et madame Tuck, s'installèrent à Rueil au domaine de Vermont, et firent beaucoup pour la ville : construction de l'hôpital Stell (du nom de jeune fille de Mme Tuck), d'écoles, aide au sauvetage de Bois Préau et du château de Malmaison.

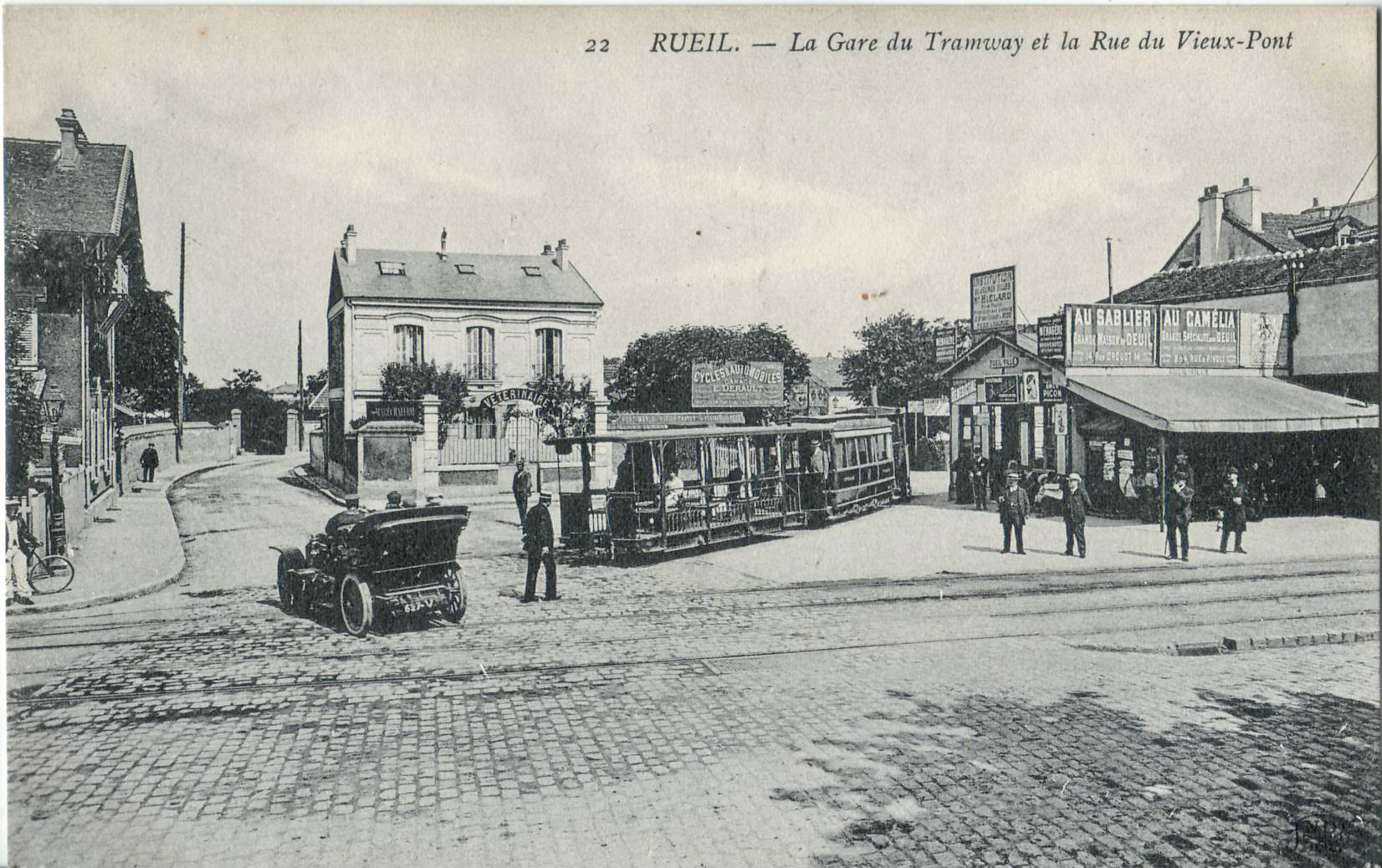
La gare de Rueil-Ville du tramway Paris - Saint-Germain dans les années 1910.
Cette ligne de tramway desservit la ville de 1890 à 1935, avant d'être remplacée par une ligne d'autobus.

À cette époque, Rueil est appréciée par les Parisiens pour ses guinguettes du bord de Seine, et ce depuis les années 1850, grâce notamment à la ligne de chemin de fer. La mode est également au canotage sur la Seine. Rueil est alors encore une ville de maraîchage, de vignoble et de blanchisseries.
Durant la crue de la Seine de 1910, Rueil est inondée comme les villes voisines situées le long du fleuve. Le 29 janvier, le quotidien Le Journal écrit : « À Rueil, trois bataillons d’infanterie sont arrivés hier matin pour assurer le service de garde des propriétés désertées par leurs habitants ».
Occupée par les Allemands en 1940, la ville est le théâtre, au fort du Mont-Valérien, d'exécutions de résistants par les Allemands. Elle est libérée le 19 août 1944. Le 23 juin 1943 un commando FTP-MOI commandé par Rino Della Negra attaque la caserne Guynemer.
En 1958, l'enseigne Goulet-Turpin ouvre le 1er supermarché français, au 64 rue d'Estienne-d'Orves.

### Contours territoriaux
- 1791 : réunions de territoires (parc de Buzenval) aux dépens de Garches et de Vaucresson, rectification de limites avec Saint-Cloud - cessions de terrains à Saint-Cloud et à Suresnes ;
- 1805 : PV de délimitation (cessions de terrains à Bougival et à La Celle-Saint-Cloud et réunion d'un terrain de Vaucresson) ;
- 1823 : cession d'un terrain à La Celle-Saint-Cloud - ratification de la cession d'un lieu-dit à Bougival ;
- 1931 : cessions de territoire à Suresnes ;
- 1963 : rectifications de limites avec La Celle-Saint-Cloud[33].

### Les hameaux de Rueil
Fouilleuse, la Jonchère, Buzenval, la Malmaison, Bois-Préau, etc.

#### Bois-Préau
Boispréau ou Bois-Préau, est un château au sud de Rueil, qui était, avant 1789, un lieu comprenant des parterres décorés de statues, des bassins, un théâtre de verdure, une abondante fontaine qui fournissait de l'eau au village.
À partir de la Révolution, il a été bouleversé par l'accroissement de la population de Rueil.

#### Buzenval
Le village Buzenval, devenu désormais un quartier, est un écart de la commune de Rueil-Malmaison, situé sur le chemin de Rueil à Garches.
Buzenval avait un château qui fut, au XVIIIe siècle, la propriété de Michel Ferdinand d'Albert d'Ailly, 5e duc de Chaulnes (1714-1769).
L'impératrice Joséphine l'acheta au début du XIXe siècle, en raison de sa proximité avec La Malmaison.
Pendant le siège de Paris de 1870, Buzenval fut le théâtre de deux batailles, le 21 octobre 1870 puis le 19 janvier 1871.
À la suite de la première bataille, le 22 octobre, des habitants du village sont traduits en justice, 18 d'entre eux sont traduits devant un conseil de guerre pour avoir aidé les troupes françaises, deux seront déportés en Allemagne, trois autres sont fusillés devant les habitants. Le village est évacué immédiatement après par les Prussiens.[réf. nécessaire]
Un livret de Eugène Enfoncé est intitulé Le Zouave de Buzenval dont quelques paragraphes ont été lus par l'auteur, le 22 janvier 1888, lors d'une cérémonie au monument élevé dans le cimetière communal de la ville de Rueil, à la mémoire de 504 soldats français dont les corps ont été retrouvés après la guerre sur le territoire de cette commune.

#### Fouilleuse
Fouilleuse, hameau de la commune qui était connu au XIIe siècle sous le nom de Foliosa, et appartenait à l'abbaye de Saint-Denis. À la demande de Marguerite, épouse de Saint Louis, le hameau fut donné à Geoffroy de Saint Benoit, qui avait été son clerc.

#### La Malmaison
L'origine du nom Malmaison est mal connue. En 1244, il est indiqué la présence d'une grange de la paroisse de Rueil, nommée Mala domus (mauvaise maison), supposément à cause de l'entrée des Vikings au IXe siècle, qui se seraient installés sur ce domaine.
La propriété, qui n’était à l’époque qu’un petit manoir, arriva par héritage entre les mains de Christophe Perrot, conseiller au Parlement, qui la transforma en un château qui forme encore la base du château actuel, et dont le parc eut bientôt la réputation d’être l’un des plus agréables des environs de Paris.
En 1792, vendue comme bien national, elle fut achetée par Jean-Barthélémy Le Couteulx de Canteleu, qui, l'année suivante, la céda à Joséphine Tascher de la Pagerie, veuve de Alexandre de Beauharnais, qui, le 9 mars 1796, épousa Napoléon Ier.
Après son divorce, en 1809, Joséphine habita la Malmaison et y mourut le 29 mai 1814. La Malmaison fut la dernière demeure officielle de Napoléon Ier en France. Il y arriva le 25 juin 1815 et en partit le 29 pour Rochefort-sur-Mer. La Malmaison a été prodigieusement embellie par les soins et le goût de Joséphine. Après avoir appartenu à Eugène de Beauharnais, à Marie-Christine d'Espagne, à Napoléon III, puis à Daniel Iffla, elle est devenue un musée quand ce dernier en a fait don à l’État.

## Politique et administration

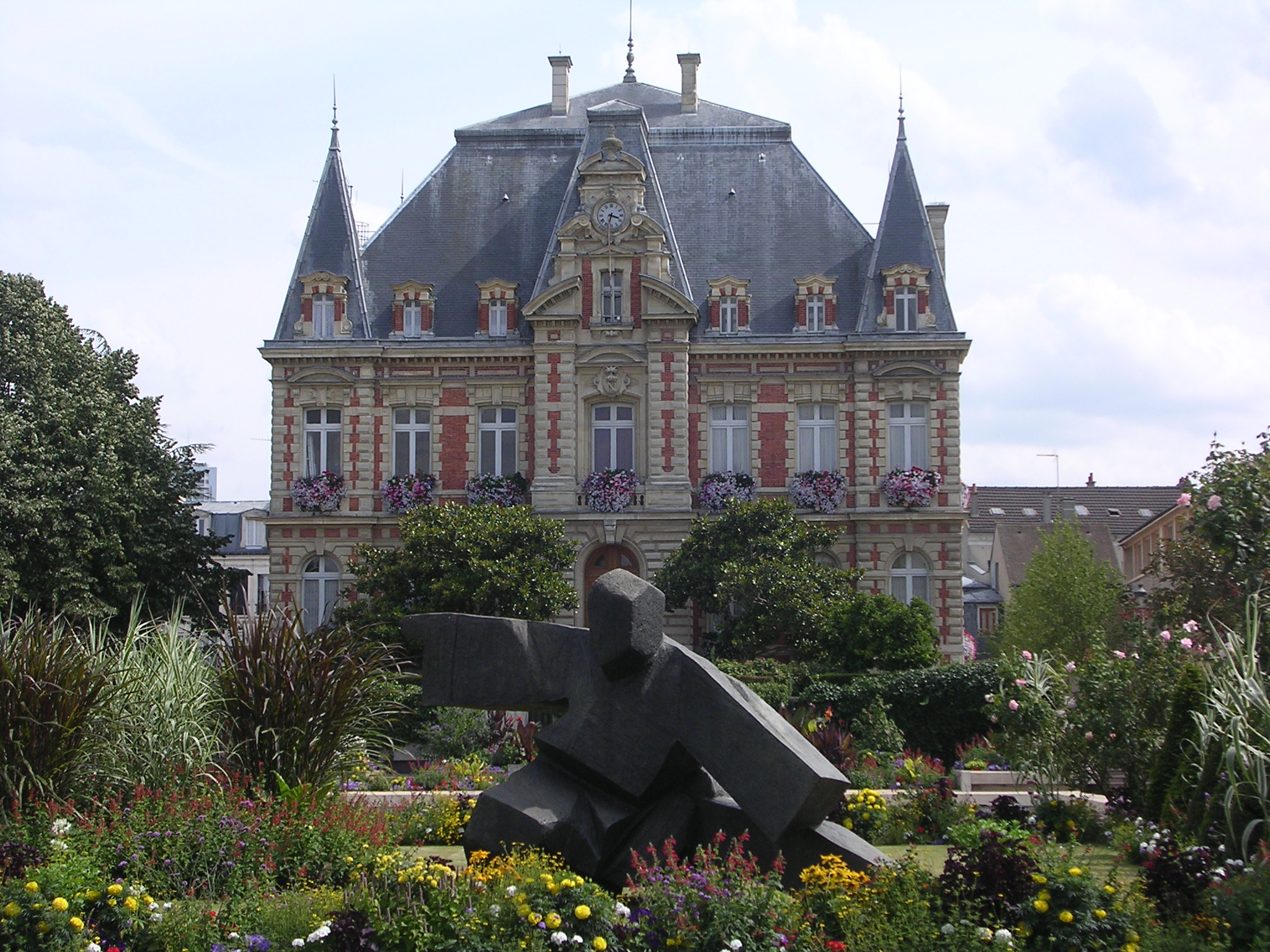
L'ancienne mairie de Rueil-Malmaison.

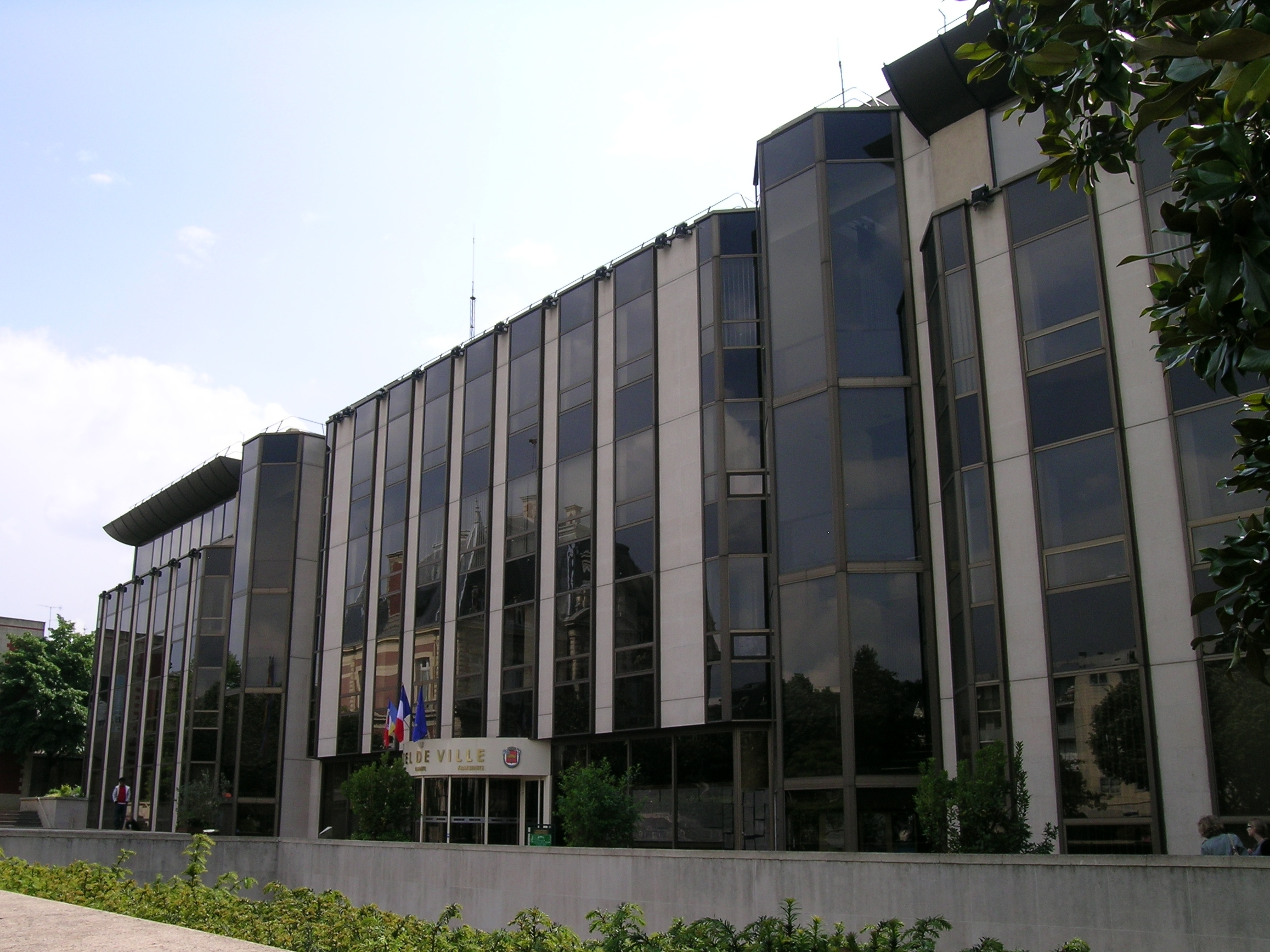
Le nouvel hôtel de ville de Rueil-Malmaison.

### Rattachements administratifs et électoraux
Antérieurement à la loi du 10 juillet 1964, la commune faisait partie du département de Seine-et-Oise. La réorganisation de la région parisienne en 1964 fit que la commune appartient désormais au département des Hauts-de-Seine et à son arrondissement de Nanterre, après un transfert administratif effectif au 1er janvier 1968.
Pour l'élection des députés, Rueil-Malmaison fait partie de la 7e circonscription des Hauts-de-Seine.
Elle faisait partie de 1793 à 1964 du canton de Marly-le-Roi, année où elle devient le chef-lieu du canton de Rueil-Malmaison du département de Seine-et-Oise. Lors de la mise en place des Hauts-de-Seine, la commune est divisée en deux cantons :

- canton Rueil-Nord qui regroupait le nord et le centre de la ville ;

-  canton de Garches qui recouvrait le sud de Rueil-Malmaison. Dans le cadre du redécoupage cantonal de 2014 en France, la commune constitue la totalité du nouveau canton de Rueil-Malmaison.
La ville relève du tribunal d'instance de Puteaux, du tribunal de grande instance de Nanterre, de la cour d'appel de Versailles, du tribunal pour enfants de Nanterre, du conseil de prud'hommes de Nanterre, du tribunal de commerce de Nanterre, du tribunal administratif de Cergy-Pontoise et de la cour administrative d'appel de Versailles.

### Intercommunalité
La ville était membre créateur de la communauté d'agglomération du Mont-Valérien.
Dans le cadre de la mise en œuvre de la volonté gouvernementale de favoriser le développement du centre de l'agglomération parisienne comme pôle mondial est créée, le 1er janvier 2016, la métropole du Grand Paris (MGP), dont la commune est membre.
La loi portant nouvelle organisation territoriale de la République du 7 août 2015 prévoit également la création de nouvelles structures administratives regroupant les communes membres de la métropole, constituées d'ensembles de plus de 300 000 habitants, et dotées de nombreuses compétences, les établissements publics territoriaux (EPT).
La commune a donc également été intégrée le 1er janvier 2016 à l'établissement public territorial Paris Ouest La Défense, qui succède à la communauté d'agglomération du Mont-Valérien.

### Tendances politiques et résultats
Élisant régulièrement des maires de droite, les électeurs de Rueil-Malmaison ont pourtant donné la majorité du conseil municipal aux communistes à l'époque du Front populaire et à la Libération.

### Liste des maires
Depuis la Libération, six maires se sont succédé à Rueil-Malmaison.
| Période          | Période                   | Identité          | Étiquette             | Qualité |
| ---------------- | ------------------------- | ----------------- | --------------------- | --- |
| 1944             | 1944                      | Lucien Guibora    |                       | Résistant Président du Comité local de libération |
| 29 novembre 1944 | mai 1945                  | René Tanguy       | PCF                   | Chaudronnier Président du Comité local de libération |
| mai 1945         | octobre 1947              | Julien Laparlière | SFIO                  | Conseiller général de Marly-le-Roi (1945 → 1949) Démissionnaire |
| 24 octobre 1947  | 21 mars 1971              | Marcel Pourtout   | RPF                   | Carrossier automobile, maire honoraire (1971) Conseiller général de Marly-le-Roi (1949 → 1964) Président du conseil général de Seine-et-Oise (1957 → 1960) |
| 21 mars 1971     | 18 juin 2004              | Jacques Baumel    | UDR puis RPR puis UMP | Compagnon de la Libération, médecin puis publiciste Député des Hauts-de-Seine (7e circ.) (1967 → 2002) Conseiller général de Garches (1967 → 1988) Démissionnaire |
| 18 juin 2004     | En cours (au 13 mai 2024) | Patrick Ollier    | UMP → LR              | Député des Hauts-de-Seine (7e circ.) (2002 → 2010 et 2012 → 2017) Président de l'Assemblée nationale (2007 → 2007) Ministre chargé des Relations avec le Parlement (2010 → 2012) Président de la Métropole du Grand Paris (2016 → ) Président de la CA du Mont-Valérien (2015 → 2015) Vice-président de l'EPT Paris Ouest La Défense (2016 → ) Réélu pour le mandat 2020-2026, |

### Distinctions et labels
Rueil-Malmaison bénéficie en 2009 du label « ville fleurie » avec quatre fleurs attribuées au concours des villes et villages fleuris.
Médaille d'or de l'Entente florale Europe en 1997.

### Jumelages
| Ville | Ville                | Pays | Pays               | Période                     |
| ----- | -------------------- | ---- | ------------------ | --------------------------- |
|       | Bad Soden am Taunus, |      | Allemagne          | depuis le 13 décembre 1975  |
|       | Boukhara             |      | Ouzbékistan        | depuis le 8 janvier 1999    |
|       | Dubrovnik,           |      | Croatie            | depuis le 29 janvier 2011   |
|       | Elmbridge            |      | Royaume-Uni        | depuis le 1er juin 1966     |
|       | Elseneur             |      | Danemark           | depuis le 7 juin 1995       |
|       | Fribourg             |      | Suisse             | depuis le 10 novembre 1992  |
|       | Jelgava,             |      | Lettonie           | depuis le 28 juin 2007      |
|       | Kiryat-Malakhi       |      | Israël             | depuis le 1er juin 1985     |
|       | Kitzbühel            |      | Autriche           | depuis le 25 juin 1979      |
|       | Le Bardo             |      | Tunisie            | depuis le 18 janvier 1996   |
|       | Lynchburg            |      | États-Unis         | depuis le 22 septembre 1996 |
|       | Oaxaca de Juárez,    |      | Mexique            | depuis le 22 mars 1995      |
|       | Sarajevo             |      | Bosnie-Herzégovine | depuis le 27 mai 2003       |
|       | Serguiev Possad,     |      | Russie             | depuis le 27 octobre 1989   |
|       | Timișoara            |      | Roumanie           | depuis le 14 janvier 1993   |
|       | Tōgane               |      | Japon              | depuis le 7 novembre 1990   |
|       | Zouk Mikael          |      | Liban              | depuis le 18 avril 2009     |
|       | Ávila                |      | Espagne            | depuis le 3 novembre 2000   |

## Population et société

### Démographie

#### Évolution démographique
L'évolution du nombre d'habitants est connue à travers les recensements de la population effectués dans la commune depuis 1793. Pour les communes de plus de 10 000 habitants les recensements ont lieu chaque année à la suite d'une enquête par sondage auprès d'un échantillon d'adresses représentant 8 % de leurs logements, contrairement aux autres communes qui ont un recensement réel tous les cinq ans,.

En 2022, la commune comptait 80 842 habitants, en évolution de +3,39 % par rapport à 2016 (Hauts-de-Seine : +2,75 %, France hors Mayotte : +2,11 %).
| 1793  | 1800  | 1806  | 1821  | 1831  | 1836  | 1841  | 1846  | 1851  |
| ----- | ----- | ----- | ----- | ----- | ----- | ----- | ----- | ----- |
| 2 484 | 2 548 | 2 624 | 2 524 | 3 417 | 3 333 | 3 761 | 4 116 | 5 253 |

| 1856  | 1861  | 1866  | 1872  | 1876  | 1881  | 1886  | 1891  | 1896  |
| ----- | ----- | ----- | ----- | ----- | ----- | ----- | ----- | ----- |
| 5 399 | 6 489 | 7 092 | 8 216 | 8 087 | 8 208 | 9 364 | 9 937 | 9 680 |

| 1901   | 1906   | 1911   | 1921   | 1926   | 1931   | 1936   | 1946   | 1954   |
| ------ | ------ | ------ | ------ | ------ | ------ | ------ | ------ | ------ |
| 11 013 | 12 437 | 13 203 | 15 842 | 20 671 | 24 924 | 26 796 | 27 016 | 32 212 |

| 1962   | 1968   | 1975   | 1982   | 1990   | 1999   | 2006   | 2011   | 2016   |
| ------ | ------ | ------ | ------ | ------ | ------ | ------ | ------ | ------ |
| 54 786 | 60 804 | 62 727 | 63 412 | 66 401 | 73 469 | 77 625 | 79 855 | 78 195 |

| 2021   | 2022   | - | - | - | - | - | - | - |
| ------ | ------ | - | - | - | - | - | - | - |
| 78 186 | 80 842 | - | - | - | - | - | - | - |

En 2017, le nombre de ménages dans la commune est de 33 267 dont 11 675 composé d'une seule personne (4 610 hommes seuls, 7 065 femmes seules), 21 167 ménages avec famille(s) (couple sans enfants : 7 132, couples avec enfant(s): 10 435, famille monoparental : 3 301) et 758 ménages autre sans famille. La population moyenne par ménage est donc de 2,3 personnes.

#### Pyramide des âges
En 2018, le taux de personnes d'un âge inférieur à 30 ans s'élève à 37,0 %, soit en dessous de la moyenne départementale (38,4 %). À l'inverse, le taux de personnes d'âge supérieur à 60 ans est de 21,4 % la même année, alors qu'il est de 20,0 % au niveau départemental.
En 2018, la commune comptait 36 987 hommes pour 40 999 femmes, soit un taux de 52,57 % de femmes, légèrement supérieur au taux départemental (52,41 %).
Les pyramides des âges de la commune et du département s'établissent comme suit.
| Hommes | Classe d’âge | Femmes |
| ------ | ------------ | ------ |
| 0,7    | 90 ou +      | 1,5    |
| 5,8    | 75-89 ans    | 8,1    |
| 12,5   | 60-74 ans    | 13,7   |
| 21,0   | 45-59 ans    | 21,6   |
| 19,9   | 30-44 ans    | 20,7   |
| 18,5   | 15-29 ans    | 16,1   |
| 21,6   | 0-14 ans     | 18,2   |

| Hommes | Classe d’âge | Femmes |
| ------ | ------------ | ------ |
| 0,6    | 90 ou +      | 1,6    |
| 5,2    | 75-89 ans    | 7,2    |
| 12,1   | 60-74 ans    | 13,5   |
| 19,3   | 45-59 ans    | 19,4   |
| 22,6   | 30-44 ans    | 21,9   |
| 20,2   | 15-29 ans    | 18,9   |
| 19,9   | 0-14 ans     | 17,4   |

### Enseignement
Rueil-Malmaison est située dans l'académie de Versailles.
La ville administre en 2015 :
- quinze écoles maternelles[79] : Albert-Camus, Alphonse-Daudet, Saint-Charles, Les Bons-Raisins, Les Buissonnets, Charles-Perrault, Claude-Monet, George-Sand, Jean-de-La Fontaine, Jean-Jaurès, Jean-Moulin, Louis-Pasteur, La Malmaison, Les Martinets, Robespierre, Tuck-Stell.
- quinze écoles élémentaires communales[80] : Albert-Camus, Alphonse-Daudet, Saint-Charles, Les Bons-Raisins, Les Buissonnets, Claude-Monet, George-Sand, Jean-Moulin, Jules-Ferry, Louis-Pasteur, La Malmaison, Robespierre A, Robespierre B, Les Trianons, Tuck-Stell A, Tuck-Stell B.

Le conseil départemental des Hauts-de-Seine administre six collèges : Jules-Verne, Marcel-Pagnol, Les Martinets, Les Bons Raisins, La Malmaison et Henri-Dunant ; et la région Île-de-France deux lycées : le lycée Gustave-Eiffel et le lycée Richelieu.
La commune dispose également de plusieurs établissements privés : deux écoles élémentaires Saint-Charles et Charles Péguy; trois collèges : Madeleine-Daniélou, Notre-Dame et Passy-Buzenval ; trois lycées : Madeleine-Daniélou et Passy-Buzenval (lycée général et technologique et lycée professionnel).
À Rueil-Malmaison sont installés un institut de formation en soins infirmiers (IFSI) et l'École nationale supérieure du pétrole et des moteurs (ENSPM) créée par l'Institut français du pétrole. La ville accueille également l'École militaire de spécialisation de l'outre-mer et de l'étranger (EMSOME) qui dispense des formations à destination de tous les corps d'armée sur les garnisons outre-mer et à l'étranger.
Par ailleurs, la ville dispose[Quand ?] d'une classe préparatoire de filière TSI[C'est-à-dire ?] notamment au lycée Richelieu.

### Santé
En 2021, Rueil dispose de six principaux établissements de santé : le centre hospitalier départemental Stell (hôpital public), la clinique les Martinets (clinique privée), la clinique du Mont-Valérien (clinique privée), la maison médicale Notre-Dame-du-Lac (établissement de soins palliatifs) et l'Établissement de Santé Mentale Rueil-Malmaison - groupe MGEN (établissement privé participant au service hospitalier chargé du secteur de psychiatrie adulte 92G11)[réf. nécessaire].

### Culture
Les habitants disposent en 2021 de nombreux équipements culturels parmi lesquels on peut citer, :
- Le théâtre André-Malraux (TAM)[86]
- Les cinémas Ariel (Centre-Ville & Hauts de Rueil : six salles au total).
- La Maison des Arts et de l'Image qui accueille l'école supérieure d'Art de Rueil-Malmaison (seule école territoriale d'art située en région parisienne).
- L'Atelier Grognard, proche du château, présente des expositions temporaires[87].
- La médiathèque Jacques-Baumel, 4 300 m2 (conçue par l'architecte Paul Chemetov).
- Le Conservatoire à rayonnement régional de Rueil accueille environ 1 200 élèves.
- Un Musée d'histoire locale, abritant la momie de Ta-Iset.
- La Guinguette Giquel
- Bibliothèque et ludothèque de l'Espace Renoir
- L'Avant-Scène, espace artistique jeunesse
- Centre culturel Ermitage

### Sports
Rueil-Malmaison est une ville particulièrement riche en infrastructures sportives :
- piscine couverte des Closeaux ;
- complexe sportif le Stadium (gymnases, piste d'athlétisme, salle d'escrime) ;
- complexe sportif Jules-Ladoumègue (stade, gymnase) ;
- stade Robespierre ;
- budokan ;
- gymnase des Bons Raisins et Maison des Sports ;
- gymnase Arsenal ;
- gymnase Les Buissonnets ;
- salle de boxe Robert-Paturel ;
- stade du Parc ;
- golf de Rueil Malmaison ;
- base nautique Éric-Tabarly ;
- ligue de tennis des Hauts-de-Seine ;
- Jardin d'arc ;
- complexe sportif Alain-Mimoun (stade, gymnase, tennis) (fermé en 2018 et remplacé par l'Arsenal) ;
- tennis
- complexe sportif de Buzenval (stade, salle Dauthuile) ;
- gymnase Pasteur ;
- centre équestre de Buzenval ;
- parc des sports et de loisirs Michel-Ricard ;
- salle des Deux-Gares.

Le Rueil Athletic Club (RAC) est l'association omnisports principale de la ville. Elle a été fondée en 1910 et permet aux habitants de pratiquer toute forme de sport : athlétisme, badminton, basket-ball, cyclisme, gymnastique, gymnastique rythmique et sportive (GRS), haltérophilie, handball, lutte, natation, rugby, tennis, tennis de table, et volley-ball. On peut notamment mettre en avant le RAC Volley-Ball et Badminton qui évoluent en Nationale 2, le RAC Basket-Ball évolue en Nationale 1 et le RAC Tennis qui évolue en Nationale 3.
D'autres associations telles que l'Abeille, les Centres Culturels de Rueil-Malmaison (ACCRM), le Rueil Animation Inter-Quartiers (RAIQ), le Club culturel de Rueil-Malmaison (CCRM), l'Association sociale féminine de Rueil-Malmaison (ASFRM), etc., permettent à tous les habitants de pratiquer une activité de loisir ou de compétition.
La Fouilleuse a son club de football officiel : l'Olympique Fouilleuse (OF) ou plus familièrement appelée les Corbeaux.

### Manifestations culturelles et festivités
- Le Festival du film de Rueil-Malmaison, qui existe depuis au moins 2009[88], a eu lieu du 25 au 28 janvier 2024.
- D'avril à septembre : un petit train touristique permet de découvrir la ville.
- Le premier week-end d'avril au parc du Bois Préau : les Rendez-vous du développement durable  proposent des solutions concrètes et des animations pédagogiques et ludiques pour agir dans le sens des économies d'énergie, de préservation de la biodiversité, des éco-déplacements et de l'éco-consommation.
- Mi-mai : le Gospel'N Rueil est un évènement à la fois musical et spirituel rassemblant tous les deux ans depuis 2005 plus de 2 000 spectateurs à travers de nombreux concerts (au TAM, à la Médiathèque ou sur des places de la ville) ainsi que des ateliers vocaux et conférences.
- Mi-juin : l'Euro Jazz Festival est un évènement rassemblant chaque année depuis 2006 des jazz band de toute l'Europe se produisant sur plusieurs podiums-concerts, en particulier sur le gazon du parc de Bois-Préau, et lors de la parade en ville.

Depuis 2008, la mairie a décidé, dans un souci de meilleure gestion financière et culturelle, d'organiser ces évènements chaque année en alternance. L'Euro Jazz Festival, renommé pour l'occasion Jazz'N Rueil, a ainsi eu lieu fin-juin 2009 et Gospel'N Rueil fin-mai 2010.
- Septembre : jubilé impérial, festival culturel napoléonien organisé en 2012, 2014, 2017.
- Début octobre : fête des vendanges : la commune et la confrérie des clos de Rueil-Buzenval entretiennent 2 000 m2 de vigne — cépage sauvignon.
- Troisième week-end de novembre : salon du terroir à l'hippodrome de Saint-Cloud.

### Médias
Il existait à Rueil-Malmaison une télévision locale : RUEIL TV. Elle était diffusée sur Internet mais également sur le câble et les opérateurs Adsl via la chaîne Télif. Rueil TV était également partenaire de la chaîne TNT, NRJ Paris, diffusée en Ile-de-France sur le canal 23. Certains programmes sont toujours disponible sur Youtube.
La mairie édite un bulletin municipal papier : Rueil-Infos.
La ville dispose également d'une application mobile appelée « Vivre Rueil » disponible sur plateformes iOS et Android

### Cultes

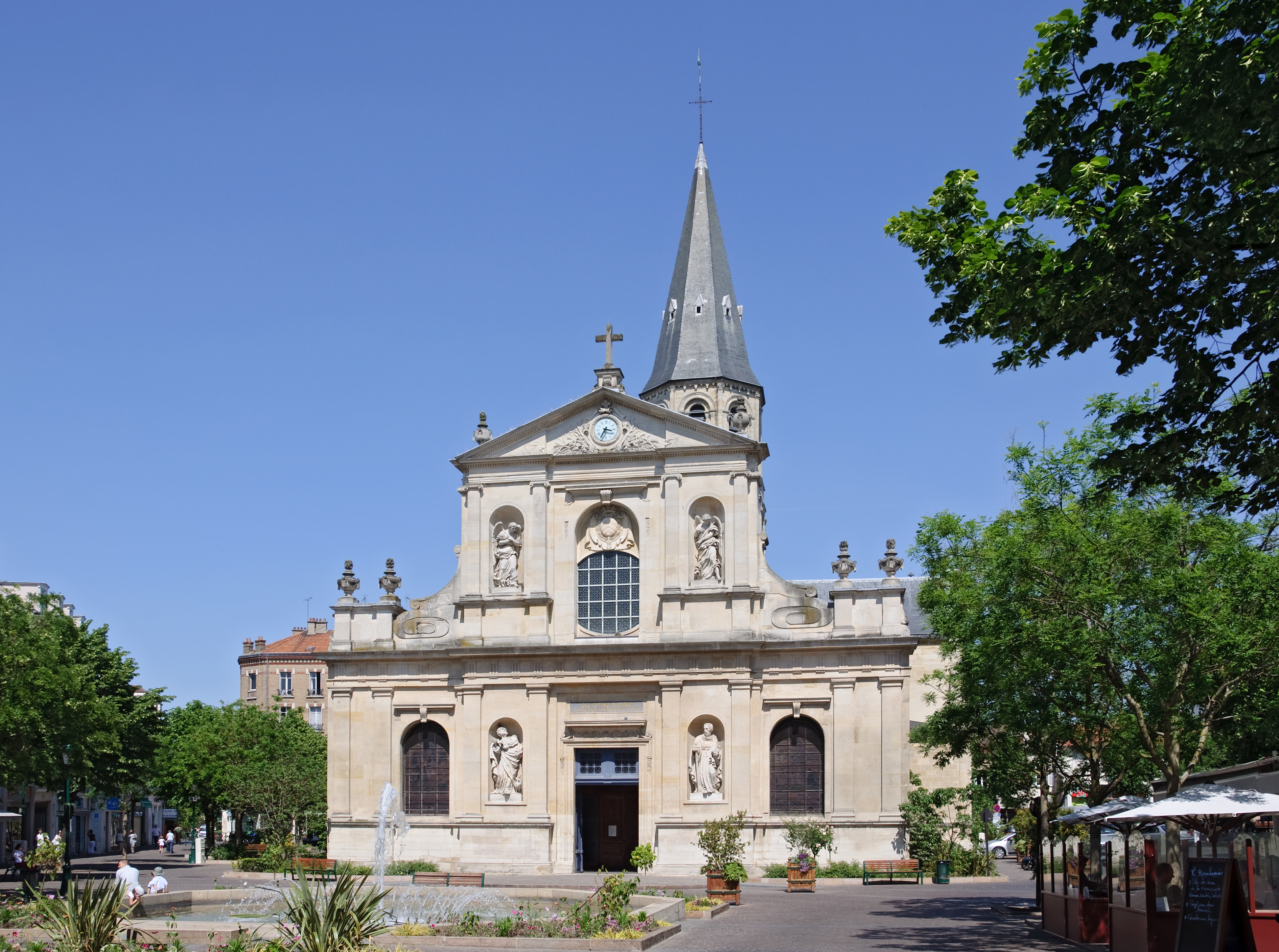
Église Saint-Pierre-Saint-Paul.

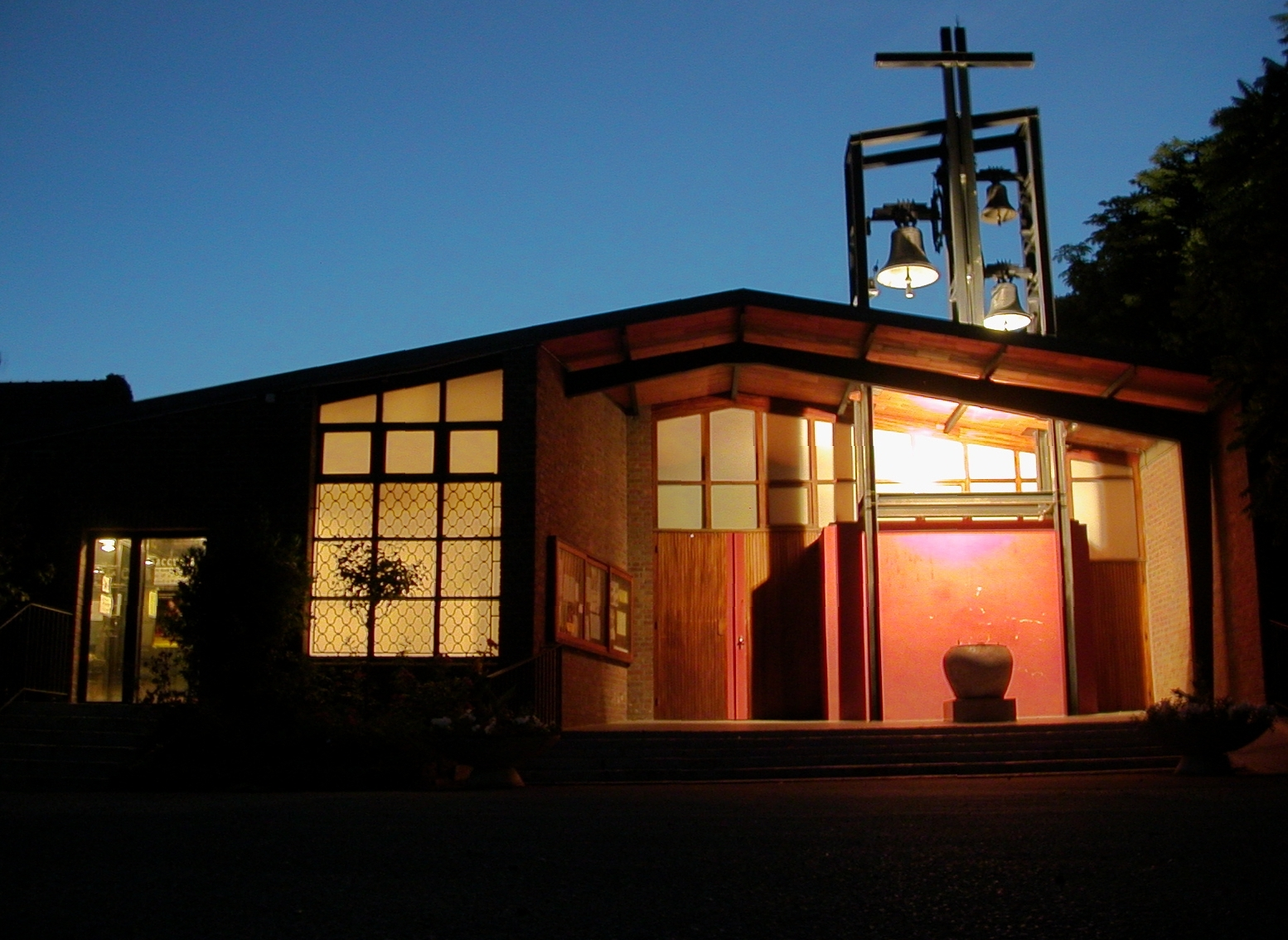
Église Sainte-Thérèse.

Les Rueillois disposent de lieux de culte catholique, israélite, musulman et  protestant.
Depuis janvier 2010, le doyenné catholique du Mont-Valérien, rattaché au diocèse de Nanterre, regroupe à Rueil-Malmaison quatre paroisses regroupées depuis 2009 au sein d'une communauté de paroisses.
Les huit lieux de culte catholique sont :
- l'église Saint-Pierre-Saint-Paul et la chapelle du collège-lycée Passy-Buzenval, au sein de la paroisse Saint-Pierre-Saint-Paul, paroisse principale et historique de Rueil-Malmaison ;
- l'église Sainte-Thérèse et la chapelle Saint-Maximilien-Kolbe, dans le quartier d'affaires de Rueil-sur-Seine, au sein de la paroisse Sainte-Thérèse ;
- l'église Notre-Dame-de-la-Compassion au sein de la paroisse du même nom ;
- l'église Saint-Joseph-de-Buzenval au sein de la paroisse du même nom ;
- la chapelle du prieuré Saint-Joseph de la communauté des Oblates de l'Eucharistie ;
- l'église Saint-Jean-Marie-Vianney, au sein de la paroisse du même nom, rattachée à la cathédrale Sainte-Geneviève de Nanterre, compte tenu de sa proximité avec Nanterre.

Les communautés protestantes rueilloises disposent de trois lieux de culte :
- le temple protestant de Rueil-Malmaison (1969), labellisé Architecture contemporaine remarquable, paroisse de l'Église protestante unie de France[97]
- l'église protestante évangélique de Rueil-Malmaison, affiliée à L’Alliance des Églises Évangéliques Interdépendantes[98] ;
- l'église baptiste Emmanuel, affiliée à la Fédération des Églises évangéliques baptistes de France[99].

La communauté israélite rueilloise dispose d'une synagogue.
La communauté musulmane dispose rue des Mazurières d'un centre culturel musulman composé d'un pôle cultuel avec une mosquée et d'un pôle culturel dispensant des cours de langue arabe et coranique, édifice construit en 2013 par la municipalité.

## Économie

### Revenus de la population et fiscalité
En 2010, le revenu fiscal médian par ménage était de 43 701 €, ce qui plaçait Rueil-Malmaison au 1 127e rang parmi les 31 525 communes de plus de 39 ménages en métropole.
En 2017, le revenu fiscal médian par ménage était en diminution à 30 670 €, ce qui plaçait Rueil-Malmaison au 402e rang parmi les 31 355 communes de plus de 39 ménages en métropole.

### Emploi
En 2009, la population âgée de 15 à 64 ans s'élevait à 52 238 personnes, parmi lesquelles on comptait 77,9 % d'actifs dont 72,4 % ayant un emploi et 5,5 % de chômeurs.
On comptait 48 972 emplois dans la commune, contre 42 680 en 1999. Le nombre d'actifs ayant un emploi résidant dans la commune étant de 38 140, l'indicateur de concentration d'emploi est de 128,4 %, ce qui signifie que la commune offre plus d'un emploi par habitant actif.

### Entreprises et commerces

Un immeuble dans le quartier d'affaires Rueil-sur-Seine, entre la place de l'Europe et la gare RER.

Au 31 décembre 2010, Rueil-Malmaison comptait 6 294 établissements : treize dans l’agriculture-sylviculture-pêche, 238 dans l'industrie, 390 dans la construction, 4 817 dans le commerce-transports-services divers et 836 étaient relatifs au secteur administratif.
En 2011, 796 entreprises ont été créées à Rueil-Malmaison dont 411 par des autoentrepreneurs.
Compte tenu de sa situation géographique, à 8 km de Paris et à 3 km du quartier d'affaires de La Défense et de son agréable cadre de vie, d'un quartier entier (Rueil-sur-Seine, encore appelé Rueil 2000) dévolu au secteur tertiaire près de la station RER A, de nombreuses sociétés ont établi leur siège social ou le siège de leur filiale dans la commune.
À partir de 2017, la ville héberge le siège et les bureaux du groupe PSA Peugeot-Citroën. Depuis 2020, le siège de PSA (désormais Stellantis depuis la fusion avec le groupe FCA) est établi à Poissy (Yvelines).

## Culture locale et patrimoine

### Lieux et monuments
L'office de tourisme propose des visites guidées à la journée permettant de découvrir le patrimoine historique de Rueil-Malmaison, incluant la visite de l'église Saint-Pierre-Saint-Paul, le château de Malmaison et son parc, la Petite Malmaison et le Musée d'histoire locale. Le site web dédié décrit les services proposés par cet office. Depuis février 2018, l'office de tourisme propose une offre de tourisme d'affaires destinés aux entreprises (clientèle MICE).

#### Ancien domaine de Joséphine de Beauharnais

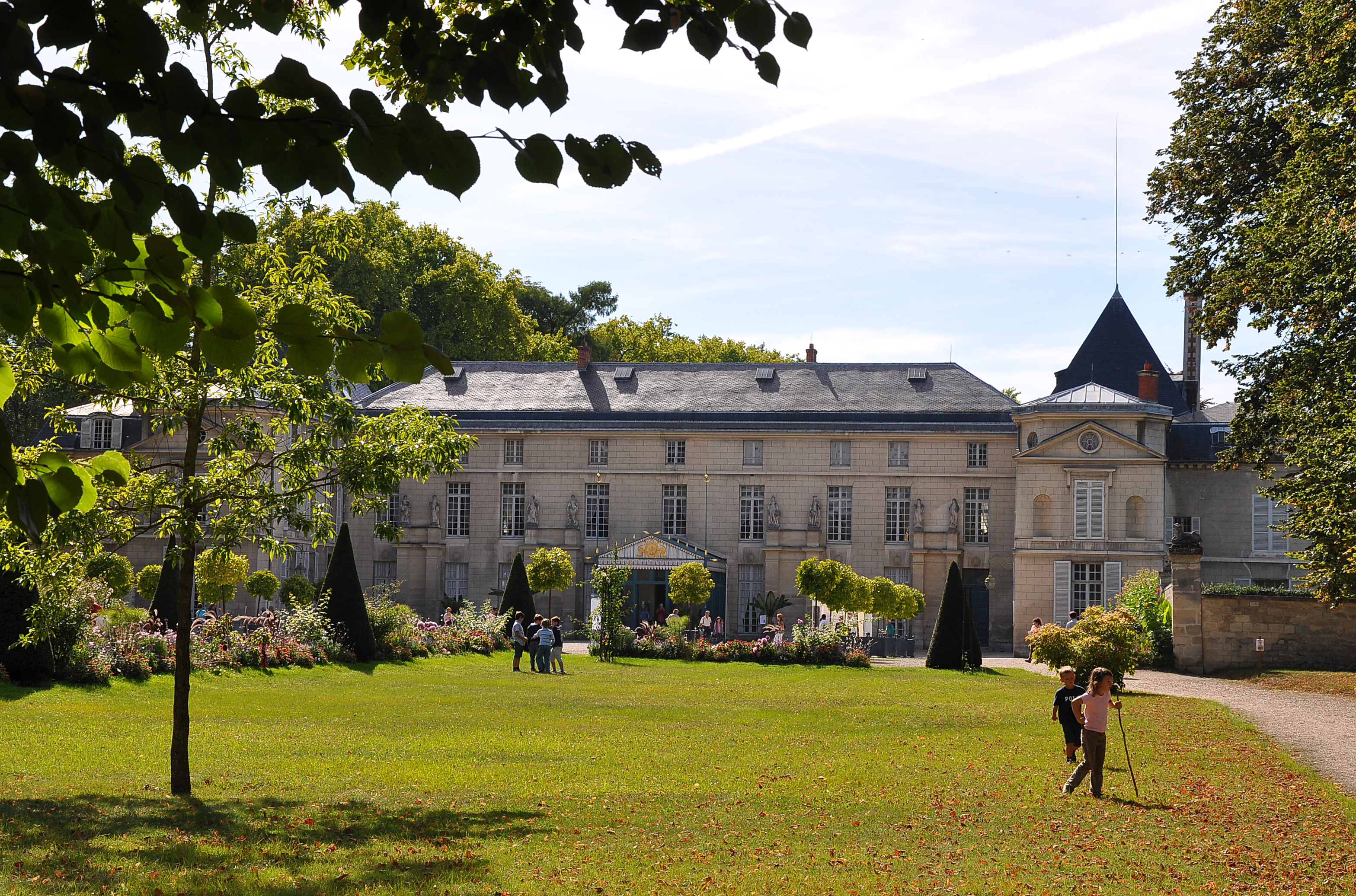
Château de Malmaison.

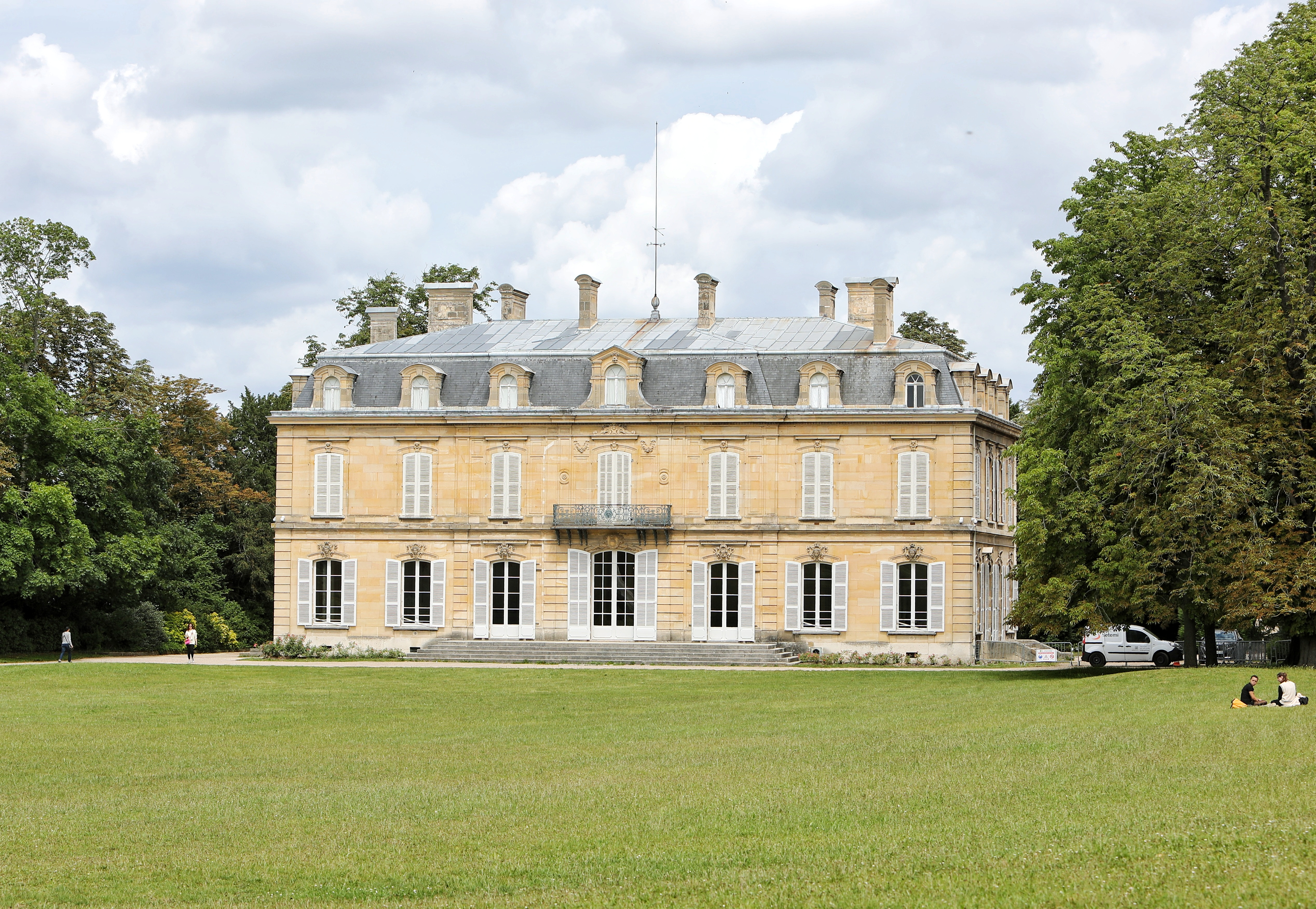
Château de Bois-Préau.

La commune comprend de nombreux monuments répertoriés à l'inventaire général du patrimoine culturel de la France.
Le domaine de l'Impératrice Joséphine, qui habita Rueil à partir de 1799, atteignait une superficie de 726 hectares à sa mort en 1814. Il a été loti dans le courant du XIXe siècle. Parmi ses principaux démembrements :
- Château de Malmaison (accessible - Musée Napoléonien)
- Château de la Petite Malmaison, ancienne serre chaude du domaine de Malmaison, construite entre 1803 et 1805 (accessible exceptionnellement)
- Château de Bois-Préau (accessible - annexe du Musée napoléonien où se trouvent les expositions temporaires)
- Domaine de Vert-Mont (accessible exceptionnellement)
- Temple de l'Amour (non accessible)
- Mausolée du Prince Impérial (non accessible)

#### Autres monuments et sites touristiques
- Maison du Père Joseph, éminence grise du cardinal de Richelieu,
- Église Saint-Pierre-Saint-Paul (tombeaux de Joséphine de Beauharnais et de sa fille la Reine Hortense, crypte),
- Caserne des gardes suisses ou caserne Guynemer, hébergeant le Musée des Gardes suisses,
- Musée d'histoire locale de Rueil-Malmaison, dans l'ancienne mairie,
- Cimetière ancien,
- Cimetière des Bulvis,
- Maison Giquel,
- Chemin Joséphine et Napoléon Bonaparte[106], parcours symbolisé par des clous dorés marqués de l'abeille impériale.

#### Tourisme vert: forêt, parcs et jardins

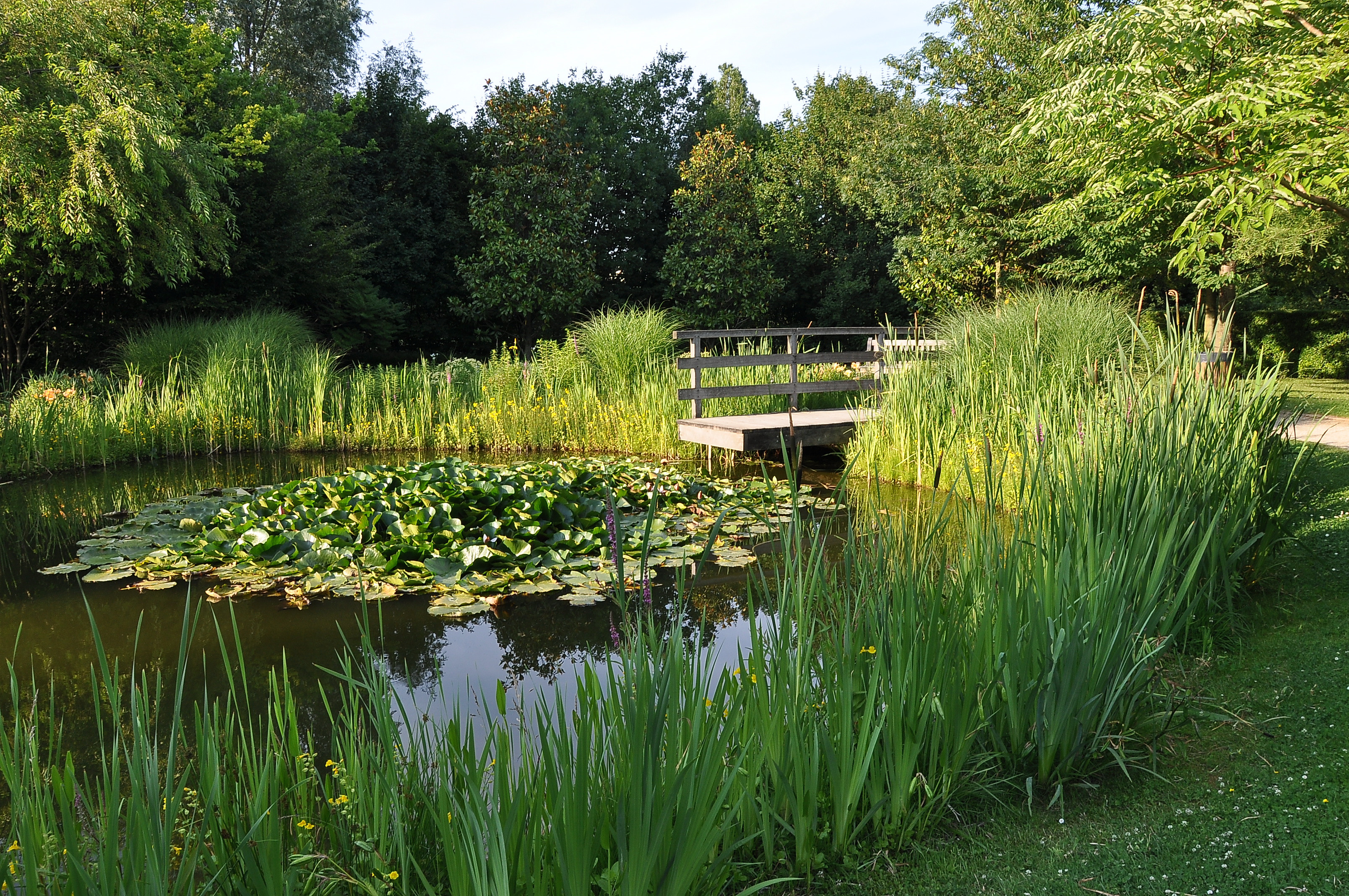
Parc des Impressionnistes.

À seulement 8 km de Paris, Rueil-Malmaison possède 350 hectares d'espaces verts, soit un quart de sa superficie.[réf. nécessaire] Plusieurs d'entre eux font partie intégrante du parc naturel urbain qui illustre la démarche écologique du principe de développement durable. Son périmètre concerne les bas de Saint-Cucufa, le vallon des Gallicourts, la plaine des Closeaux, les bords de Seine et le domaine de La Malmaison jusqu'au parc de Bois-Préau. La ville a également obtenu de nombreuses récompenses dans le cadre du Concours national des villes fleuries.[réf. nécessaire].
- Le parc de l'Amitié, un rendez-vous asiatique. Accès : 160 avenue Paul-Doumer, avenue Albert-1er, Impasse du Donjon.
- Le parc des Impressionnistes, un hommage à Monet. Accès : allée Jacques-Prévert ou par les bords de Seine.
- Les berges de Seine, une balade bucolique au fil de l'eau. Accès : rue Berthe-Morisot, rue des Closeaux, bd Franklin-Roosevelt, avenue des Acacias, avenue de Seine, bd Bellerive.
- Le bois de Saint-Cucufa une rencontre avec la faune et la flore. Accès : route de Longboyau, avenue de Versailles, le chemin de Versailles.
- Le parc de Bois-Préau, bien que celui-ci appartienne à l’État, et relève de la gestion du ministère de la Culture et de la Ville. Accès : 1 avenue de l'Impératrice-Joséphine, rue Charles-Floquet.
- La serre tropicale. Accès : Maison de la Nature, 6 avenue de Versailles.
- Le parc naturel des Gallicourts. Accès : chemin des Cormaillons, route des Hauts-Benards.
- Les vignes de Buzenval. Accès : rue Cuvier, rue des Talus.

#### Petit train touristique

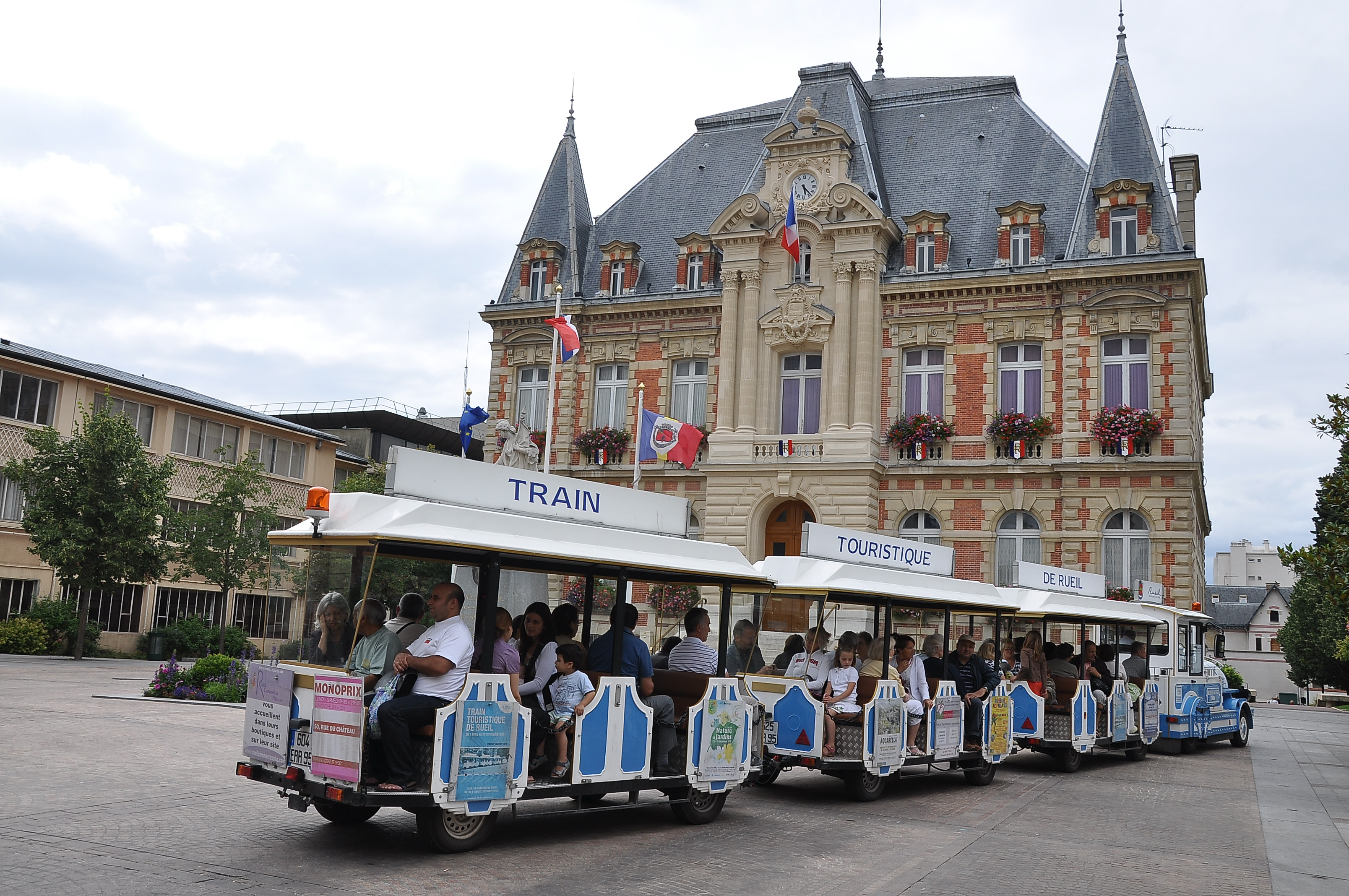
Petit train devant l'ancienne mairie.

À la belle saison, un petit train touristique était mis gratuitement à disposition des visiteurs de la ville. Il parcourait pendant environ 1 h 15 les bords de la Seine, le parc des Impressionnistes, le parc de Bois Préau, en passant par le château de Malmaison, l’église Saint-Pierre-Saint-Paul pour rejoindre le point de départ au Musée d'histoire locale dans l'ancienne mairie au centre de la ville ; le circuit était commenté.
À la suite d'une hausse des impôts et d'une réduction budgétaire globale, l'activité du train touristique de Rueil-Malmaison fut suspendue au départ pour toute l'année 2015. Aujourd'hui, le petit train opère seulement lors d'événements particuliers de la ville ou dans le cadre de circuits organisés pour les groupes par l'office de tourisme.

### Héraldique, logotype et devise
| Blason de Rueil-Malmaison | Blason  | De gueules au château de la Malmaison d'or, ouvert et ajouré de sable, soutenu d'une fleur d'hortensia d'azur tigée et feuillée de sinople, au canton d'azur chargé d'une lettre N capitale d'or surmontée d'une étoile rayonnante du même qui est des villes de seconde classe. * Il y a là non-respect de la règle de contrariété des couleurs : ces armes sont fautives (azur sur gueules et sinople sur gueules). |
| Blason de Rueil-Malmaison | Détails | Le blason de la ville décerné officiellement par Napoléon III représente le château de Malmaison et un hortensia de la serre de Joséphine de Beauharnais et le « N » de Napoléon Ier. |

Logo jusqu'en 2013.
Logo depuis mars 2013.

## Pour approfondir

#### Histoire de la ville
- Arnaud Berthonnet et Sylvie Gousset, Rueil-Malmaison, terre d'entreprises. Une histoire d'hommes et d'initiatives économiques (1800-2005), InSiglo, 2005.
- Jacques Delahaye et Michel Hébert, Rueil-Malmaison, coll. « Mémoire en images », éd. Alan Sutton, 1998.
- Sylvie Gaigniot, Rueil insolite, 2014.
- Bulletins de la Société historique de Rueil-Malmaison (SHRM).

#### La Malmaison
- Jean Adalbert, Le château de la Malmaison, Paris, 1911.
- Jean Bourguignon, Malmaison, Firmin-Didot, 1937.
- Bernard Chevallier, Malmaison, château et domaine des origines à 1904, éd. RMN, Paris, 1989.